# پیتای رنگین‌کمانی
پیتای رنگین‌کمانی (نام علمی: Pitta iris) نام یک گونه پرنده از تیره پیتا است که بومی شمال استرالیاست. این گنجشک‌سان جنگلی کمرو از سوی اتحادیه بین‌المللی حفاظت از طبیعت جزو گونه‌های با کمترین نگرانی رتبه‌بندی شده است.